# 蒙塔加涅
蒙塔加涅（法語：Montagagne，法語發音：[mɔ̃taɡaɲ]）是法国阿列日省的一个市镇，属于富瓦区。

## 地理
蒙塔加涅（42°58'31"N, 1°24'38"E）面积7.06 平方千米，位于法国奧克西塔尼大區阿列日省，该省份为法国西南部内陆省份，西部和北部与上加龙省接壤，东临奥德省，东南至东比利牛斯省接壤，南与安道尔和西班牙接壤。
与蒙塔加涅接壤的市镇（或旧市镇、城区）包括：阿尔藏、勒博斯克、埃斯普拉德塞鲁、拉尔邦、圣纳克德塞鲁。

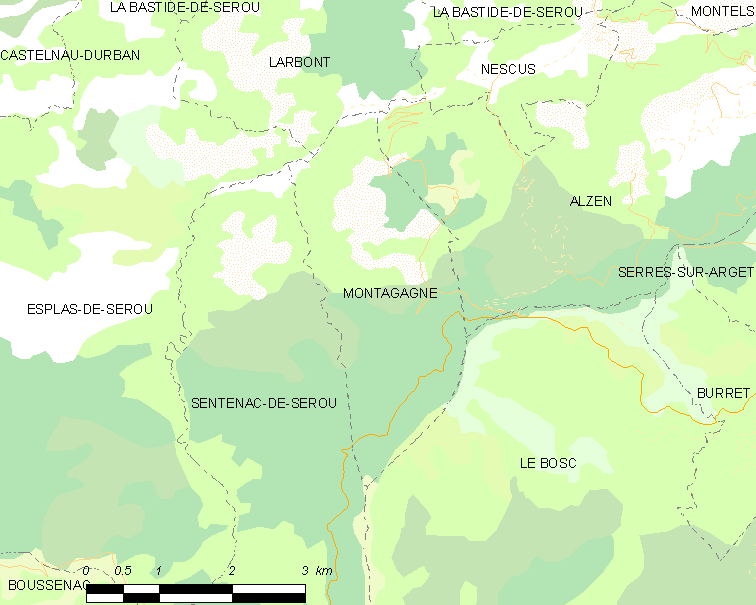
蒙塔加涅的OSM定位图

蒙塔加涅的时区为UTC+01:00、UTC+02:00（夏令时）。

## 行政
蒙塔加涅的邮政编码为09240，INSEE市镇编码为09196。

## 政治
蒙塔加涅所属的省级选区为库斯朗东县。

## 人口

1962-2008年间蒙塔加涅人口变化图示

蒙塔加涅于2022年1月1日时的人口数量为82人。